# Anita Sanders
Anita Sanders, egentligen Johannesson, född 14 augusti 1939, död 18 april 2023 i Italien, var en svensk skådespelare.
Sanders var främst verksam i italiensk film. Där arbetade hon med både Pasolini och Fellini.

## Filmografi
- 1975 - Quella età maliziosa
- 1973 - La Coppia
- 1972 - I Racconti di Canterbury
- 1970 – Skräcken har 1000 ögon
- 1970 - Ostia
- 1970 - Thomas e gli indemoniati
- 1969 - Nerosubianco
- 1969 - La Donna invisibile
- 1968 - Roma come Chicago
- 1967 - Assalto al tesoro di stato
- 1967 - Riderà!
- 1965 - La Decima vittima
- 1964 - La Fuga